# San Pablo de Pueblo Nuevo
San Pablo de Pueblo Nuevo ist eine Ortschaft und eine Parroquia rural („ländliches Kirchspiel“) im Kanton Santa Ana der ecuadorianischen Provinz Manabí. Die Parroquia besitzt eine Fläche von 212,6 km². Die Einwohnerzahl lag im Jahr 2010 bei 5312.

## Lage
Die Parroquia San Pablo de Pueblo Nuevo liegt in der Cordillera Costanera im Osten der Provinz Manabí. Der Ort San Pablo de Pueblo Nuevo befindet sich auf einer Höhe von 55 m, 33 km östlich vom Kantonshauptort Santa Ana. Der Río Tigre, der Río Pucón und der Río Chicompe entwässern das Areal nach Osten zum Río Daule.
Die Parroquia San Pablo de Pueblo Nuevo grenzt im Osten und im Südosten an den Kanton Balzar der Provinz Guayas, im äußersten Südwesten an den Kanton Olmedo, im Westen an die Parroquia La Unión sowie im Norden an die Parroquias Honorato Vásquez und San Sebastián (Kanton Pichincha).